# Edith Sharpe
Pour les articles homonymes, voir Sharpe.
Edith Mary Sharpe, née à Londres le 14 septembre 1893 et morte à Harrow on the Hill (Angleterre) le 6 juin 1984, une actrice britannique.

## Filmographie partielle
- 1921 : The Education of Elizabeth (en) d'Edward Dillon
- 1936 : Music Hath Charms de Thomas Bentley, Alexander Esway, Walter Summers  et Arthur B. Woods
- 1936 : Le Lys brisé de John Brahm
- 1936 : The Tenth Man (en)
- 1947 : When the Bough Breaks (en)
- 1949 : Cet âge dangereux (That Dangerous Age) de Gregory Ratoff
- 1949 : Landfall de Ken Annakin
- 1950 : No Place for Jennifer (en)
- 1957 : Ce sacré confrère (Brothers in Law)
- 1958 : L'Auberge du sixième bonheur (The Inn of the Sixth Happiness)
- 1960 : Amour au collège (A French Mistress) de Roy Boulting
- 1961 : Cash on Demand
- 1962 : Une histoire de Chine de Leo McCarey